# Raúl Nava
Raúl Nava López (Città del Messico, 17 settembre 1990) è un ex calciatore messicano, di ruolo attaccante.